# Selección femenina de hockey sobre hielo de Corea
La selección femenina de hockey sobre hielo de Corea es un equipo representativo compuesto por jugadoras de Corea del Sur y Corea del Norte.
El equipo compite en los Juegos Olímpicos de Pyeongchang 2018 bajo el código del COI «COR».

## Historia

Logo basado en la bandera de la unificación coreana.

En 2014 se confirmó que el equipo nacional de hockey sobre hielo femenino de Corea del Sur había clasificado para participar en los Juegos Olímpicos de Invierno de 2018 como anfitriones. Si hubieran participado en los Juegos, habría sido su segunda aparición tras su debut en la edición de 1998 en Nagano, Japón.
Corea del Sur propuso un equipo unificado de las dos Coreas en los Juegos de invierno de 2018. Se propuso que el equipo participara al menos en el evento de hockey sobre hielo femenino y posiblemente en otras disciplinas. La propuesta se produjo después de que Corea del Norte compitiera en el torneo del Grupo A de la II División del Campeonato Mundial de Hockey sobre Hielo femenino, que se celebró en Corea del Sur en abril de 2017. Corea del Norte inicialmente rechazó la propuesta en junio de 2017 por razones de tiempo. Sin embargo, se llegó a un acuerdo con cuatro semanas antes de que comiencen los Juegos.
El 20 de enero de 2018, el Comité Olímpico Internacional (COI) permitió que un equipo coreano unificado competiera en el evento de hockey sobre hielo femenino en los Juegos Olímpicos de Invierno de 2018 bajo la «Declaración Olímpica de la Península de Corea», permitiendo al equipo competir como Corea. El 30 de enero de 2018, se nombró la lista completa del equipo coreano unificado.
La diferencia entre los coreanos entre los jugadores del Sur y del Norte se convirtió en un desafío para el equipo durante el entrenamiento. Corea del Sur y Corea del Norte también utilizan una terminología diferente en el hockey sobre hielo y la entrenadora Sarah Murray no habla coreano y debe confiar su asistente para comunicarse con las jugadoras del equipo.
El equipo unificado jugó su primer partido amistoso contra Suecia el 4 de febrero de 2018 en la pista de hielo internacional Seonhak en Incheon ante una audiencia de 3.000 personas, días antes de los Juegos Olímpicos de Invierno. Allí perdieron 1-3. Los coreanos anotaron su único gol durante el primer período. Cuatro de las 22 jugadoras en la lista para ese partido fueron norcoreanas.
El 14 de febrero, en el partido contra Japón, la surcoreana Randi Griffin convirtió el primer gol olímpico del seleccionado. El seleccionado finalizó los juegos en el último lugar —con un total de cinco derrotas, dos goles anotados y 28 recibidos—, tras perder contra la selección de Suecia en el partido por el séptimo puesto.

## Imagen
El himno que se reproduce cuando el equipo de Corea juega en partidos internacionales es la canción popular Arirang, en reemplazo de los himnos nacionales de Corea del Sur y Corea del Norte. El uniforme del equipo presenta la silueta de la península coreana con el texto «Corea».

## Controversias
Hubo cierta oposición a la formación del equipo. Los críticos del equipo unificado expresaron que el equipo tiene menos posibilidades de ganar una medalla en comparación con un equipo compuesto únicamente por surcoreanos.

## Resultados

### Amistosos
| 4 de febrero de 2018 | Corea                | 1-3                       | Suecia                                    | Pista de hielo internacional Seonhak, Incheon |                                |
|                      | Park Jong-ah - 18:22 | ( 1–3, 0–0, 0–0 ) Reporte | 16:15 – Stenberg ? – Olsson 19:40 – Grahm | Asistencia: 3.000 espectadores                | Asistencia: 3.000 espectadores |

### Juegos Olímpicos de Invierno de 2018
Ronda preliminar - Grupo B
| Pos. | Equipo    | Pts. | PJ | G | GPR | PPR | P | GF | GC | Dif. | Clasificación    |
| ---- | --------- | ---- | -- | - | --- | --- | - | -- | -- | ---- | ---------------- |
| 1    | Suiza     | 9    | 3  | 3 | 0   | 0   | 0 | 13 | 2  | +11  | Cuartos de final |
| 2    | Suecia    | 6    | 3  | 2 | 0   | 0   | 1 | 11 | 3  | +8   | Cuartos de final |
| 3    | Japón     | 3    | 3  | 1 | 0   | 0   | 2 | 6  | 6  | 0    | Clasificación    |
| 4    | Corea (H) | 0    | 3  | 0 | 0   | 0   | 3 | 1  | 20 | −19  | Clasificación    |

 Fuente: IIHF
| 10 de febrero de 2018 | Suiza | 8-0                       | Corea | Kwandong Hockey Centre, Gangneung |                                |
| 21:10                 |       | ( 3–0, 3–0, 2–0 ) Reporte |       | Asistencia: 3.606 espectadores    | Asistencia: 3.606 espectadores |

| 4 de febrero de 2018 | Suecia | 8-0                       | Corea | Kwandong Hockey Centre, Gangneung |                                |
| 21:10                |        | ( 4–0, 1–0, 3–0 ) Reporte |       | Asistencia: 4.244 espectadores    | Asistencia: 4.244 espectadores |

| 14 de febrero de 2018 | Corea | 1-4                       | Japón | Kwandong Hockey Centre, Gangneung |                                |
| 16:40                 |       | ( 0–2, 1–0, 0–2 ) Reporte |       | Asistencia: 4.110 espectadores    | Asistencia: 4.110 espectadores |

Semifinal por el 5°-8° puesto
| 18 de febrero de 2018 | Suiza | 2-0                       | Corea | Kwandong Hockey Centre, Gangneung |                                |
| 12:10                 |       | ( 1–0, 1–0, 0–0 ) Reporte |       | Asistencia: 3.811 espectadores    | Asistencia: 3.811 espectadores |

Partido por el 7° puesto
| 20 de febrero de 2018 | Suecia | 6-1                       | Corea | Kwandong Hockey Centre, Gangneung |                                |
| 12:10                 |        | ( 2–1, 1–0, 3–0 ) Reporte |       | Asistencia: 4.125 espectadores    | Asistencia: 4.125 espectadores |

## Equipo
El equipo tiene un total de 35 jugadores, más que otros equipos nacionales, aunque el COI ordenó que solo 22 jugadoras puedan jugar en cada partido y que la entrenadora debe seleccionar al menos tres norcoreanas en cada juego.
La siguiente es la lista de coreanas que conformaron el seleccionado en Juegos Olímpicos de Invierno de 2018. El equipo es dirigido por la entrenadora Sarah Murray.
| N.º | Pos. | Nombre            | Altura | Peso   | Fecha de nacimiento      | Equipo 2017–2018 |
| --- | ---- | ----------------- | ------ | ------ | ------------------------ | ---------------- |
| 1   | G    | Genevieve Knowles | 160 cm | 60 kg  | 25 de abril de 2000      | Phoenix          |
| 2   | F    | Ko Hye-in         | 140 cm | 68 kg  | 18 de julio de 1994      | Ice Avengers     |
| 3   | D    | Eom Su-yeon       | 168 cm | 60 kg  | 1 de febrero de 2001     | Ice Avengers     |
| 4   | F    | Kim Un-hyang      | 157 cm | 59 kg  | 10 de diciembre de 1992  | Kanggye          |
| 5   | F    | Caroline Park     | 159 cm | 56 kg  | 18 de noviembre de 1989  | Phoenix          |
| 6   | F    | Choi Yu-jung      | 156 cm | 56 kg  | 27 de marzo de 2000      | Ice Beat         |
| 7   | F    | Danelle Im        | 162 cm | 55 kg  | 21 de enero de 1993      | Phoenix          |
| 8   | D    | Kim Se-lin        | 156 cm | 60 kg  | 3 de abril de 2000       | Ice Avengers     |
| 9   | F    | Park Jong-ah      | 160 cm | 59 kg  | 13 de junio de 1996      | Ice Avengers     |
| 10  | F    | Choi Ji-yeon      | 159 cm | 52 kg  | 21 de agosto de 1998     | Ice Avengers     |
| 11  | D    | Park Ye-eun       | 162 cm | 54 kg  | 28 de mayo de 1996       | Ice Beat         |
| 12  | F    | Kim Hee-won       | 164 cm | 55 kg  | 1 de agosto de 2001      | Ice Avengers     |
| 13  | F    | Lee Eun-ji        | 154 cm | 48 kg  | 8 de marzo de 2001       | Phoenix          |
| 14  | F    | Ryo Song-hui      | 157 cm | 61 kg  | 15 de enero de 1994      | Taesongsan       |
| 15  | D    | Park Chae-lin     | 158 cm | 52 kg  | 17 de diciembre de 1998  | Ice Beat         |
| 16  | F    | Jo Su-sie         | 162 cm | 55 kg  | 9 de septiembre de 1994  | Ice Beat         |
| 17  | F    | Han Soo-jin       | 169 cm | 63 kg  | 22 de septiembre de 1987 | Ice Beat         |
| 18  | F    | Kim Un-jong       | 156 cm | 63 kg  | 28 de octubre de 1992    | Taesongsan       |
| 20  | G    | Han Do-hee        | 159 cm | 60 kg  | 16 de noviembre de 1994  | Ice Avengers     |
| 21  | F    | Lee Yeon-jeong    | 160 cm | 52 kg  | 2 de noviembre de 1994   | Ice Beat         |
| 22  | F    | Jung Si-yun       | 171 cm | 64 kg  | 8 de septiembre de 2000  | Ice Avengers     |
| 23  | D    | Park Yoon-jung    | 171 cm | 65 kg  | 18 de diciembre de 1992  | Phoenix          |
| 24  | D    | Cho Mih-wan       | 160 cm | 58 kg  | 30 de marzo de 1995      | Ice Avengers     |
| 25  | G    | Ri Pom            | 163 cm | 62 kg  | 28 de mayo de 1995       | Sajabong         |
| 26  | F    | Kim Hyang-mi      | 162 cm | 72 kg  | 10 de febrero de 1995    | Taesongsan       |
| 27  | F    | Jong Su-hyon      | 160 cm | 58 kg  | 10 de octubre de 1996    | Taesongsan       |
| 29  | F    | Lee Jing-yu       | 163 cm | 59 kg  | 13 de enero de 2000      | Phoenix          |
| 31  | G    | Shin So-jung      | 165 cm | 63 kg  | 4 de marzo de 1990       | Ice Beat         |
| 32  | F    | Jin Ok            | 158 cm | 56 kg  | 28 de enero de 1990      | Kanggye          |
| 33  | F    | Choe Un-gyong     | 152 cm | 582 kg | 29 de enero de 1994      | Susan            |
| 37  | F    | Randi Griffin     | 165 cm | 58 kg  | 2 de septiembre de 1988  | Phoenix          |
| 39  | D    | Hwang Chung-gum   | 163 cm | 59 kg  | 11 de septiembre de 1995 | Taesongsan       |
| 41  | D    | Hwang Sol-gyong   | 160 cm | 60 kg  | 9 de enero de 1997       | Jangjasan        |
| 42  | D    | Ryu Su-jong       | 160 cm | 59 kg  | 24 de julio de 1995      | Kimchaek         |
| 47  | D    | Choe Jong-hui     | 158 cm | 62 kg  | 12 de diciembre de 1991  | Kimchaek         |